# Quasideeltje

Een polaron is een elektron dat het kristalrooster vervormt: het negatieve elektron trekt nabijgelegen positieve ionen aan en stoot negatieve ionen af. Het totale effect kan het eenvoudigst beschreven worden door het elektron in dit geval aparte eigenschappen toe te kennen: dit polaron is een klassiek voorbeeld van een quasideeltje.

Roostertrilling als collectieve excitatie. Een fonon loopt door een vierkant kristalrooster. Voor de duidelijkheid zijn de uitwijkingen van de atomen enorm overdreven. De golflengte lambda (λ) van de trilling staat aangegeven.

Quasideeltjes en collectieve excitaties zijn in de natuurkunde nauw verwante begrippen om emergente verschijnselen (nieuwe verschijnselen die opduiken bij een samenstelling uit bestanddelen) te beschrijven. Ze treden op in microscopische ingewikkelde systemen zoals een vaste stof, waarin de samenstellende deeltjes sterk met elkaar wisselwerken. Met denkbeeldige deeltjes, quasideeltjes die niet of eenvoudiger beïnvloed worden door hun omgeving, kan het systeem makkelijker begrepen worden. Een quasideeltje is dus geen elementair deeltje.
Als bijvoorbeeld een elektron door een halfgeleider loopt wordt zijn beweging verstoord door wisselwerkingen met alle andere elektronen en atoomkernen in de halfgeleider. Bij benadering gedraagt het elektron zich als een vrij elektron als er een andere effectieve massa aan wordt toegekend: er loopt een vrij quasi-elektron. De gezamenlijke beweging van (negatieve) elektronen in de valentieband van een halfgeleider heeft hetzelfde effect als wanneer positief geladen quasideeltjes, elektronengaten, de andere kant op lopen. Andere quasideeltjes en collectieve excitaties zijn onder meer fononen (quasideeltjes waarmee de trillingen van atomen in een vaste stof worden beschreven) en plasmonen (idem voor plasma-oscillaties). Een quasideeltje kan ook door verscheidene deeltjes gevormd worden.
Deze denkbeeldige deeltjes heten doorgaans "quasideeltjes" als ze fermionen zijn (zoals elektronen en gaten), maar "collectieve excitaties" als het om bosonen als fononen en plasmonen gaat, hoewel dit onderscheid niet altijd gemaakt wordt.
Quasideeltjes zijn vooral van belang voor de vastestoffysica, waar ze een van de weinige methoden vormen om kwantummechanische veeldeeltjes-problemen te vereenvoudigen, maar ze kunnen ook elders helpen.

## Voorbeelden
In de volgende voorbeelden gaat het om fermionen en bosonen. Fermionen zijn elektron-quasideeltje, elektronengat en polaron. Bosonen zijn exciton, fonon, magnon, plasmon en polariton.

### Eenvoudige voorbeelden
- Een elektron-quasideeltje, een denkbeeldig elektron met een afwijkende massa in vaste stoffen.[3]
- Een elektronengat, een ontbrekend elektron in de valentieband van een halfgeleider heeft een positieve lading.[3]
- Een fonon, een gezamenlijke trilling van atomen in een stijf kristalrooster. Het vormt een kwantum van een geluidsgolf.
- In materialen is een foton-quasideeltje een foton met een andere dispersierelatie (het verband tussen golflengte en energie) dan in vacuüm, die tot uitdrukking komt in de brekingsindex. Hij heet ook wel polariton, vooral bij een resonantie van het materiaal.
- Een magnon is een gezamenlijke excitatie[3] van de elektronspins in een kristalrooster, een kwantum van een spingolf.
- Een plasmon treedt op als alle elektronen tegelijk ten opzichte van de ionen trillen.
- Een polaron ontstaat als een elektron in wisselwerking treedt met de polarisatie van omliggende ionen.
- Een roton is een collectieve excitatie door de draaiing van een vloeistof (vaak een superfluid zoals 4He). Het is een kwantum van een vortex.

### Gespecialiseerde voorbeelden
- Bogoliubov-quasideeltjes in supergeleiders.[4][5]
- Cooperparen in supergeleiders.
- Excitonen zijn gebonden elektron-gat paren in een halfgeleider.
- Samengestelde fermionen komen voor in twee-dimensionale systemen in een sterk magnetisch veld, vooral systemen die het fractionele kwantum-hall-effect vertonen.[6]
- Magnetische monopolen.
- Majorana-fermionen zijn quasideeltjes die hun eigen antideeltje vormen en kunnen optreden in supergeleiders.
- Het spinon, holon en orbiton dragen respectievelijk de spin, ladings en orbitaal vrijheidsgraad van het elektron.